# خواجة لو
خواجة لو هي قرية في مقاطعة شاهين دج، إيران. يقدر عدد سكانها بـ 60 نسمة بحسب إحصاء 2016.